# Teodor Tadeusz Kaczkowski
Teodor Tadeusz Kaczkowski (ur. 1 listopada 1807 w Niwach,  zm. 2 października 1876 w Poznaniu) — polski kupiec.

## Życiorys
Urodził się w Niwach w powiecie bydgoskim w rodzinie Antoniego i jego żony Barbary 1 listopada 1807. Wysłany przez rodziców do Bydgoszczy celem zdobycia wykształcenia w zakresie handlu. Po pewnym czasie przybył do Poznania i pracował jako pomocnik kupiecki a następnie jako subiekt na Starym Rynku w Kamienicy pod Daszkiem.
W 1828 rozpoczął własną działalność prowadząc handel winny i materialny. Od początku działał w Spółce Akcyjnej Bazar, pełniąc w niej w latach 1851-54 funkcję członka dyrekcji. W 1863 wystąpił ze Spółki i zakupił wieś Mierzewo gdzie osiadł na stałe. W 1872 był jednym z założycieli Banku Włościańskiego w Poznaniu.
Trzykrotnie żonaty - z Honoratą Jaworską, Kamilą Ignatowicz i Seweryną Antoniną Prądzyńską. Miał troje dzieci z drugiego małżeństwa. Zmarł 2 października 1876 w Poznaniu.